# Palais de la Bourse (Saint-Pétersbourg)
Pour les articles homonymes, voir Palais de la Bourse.

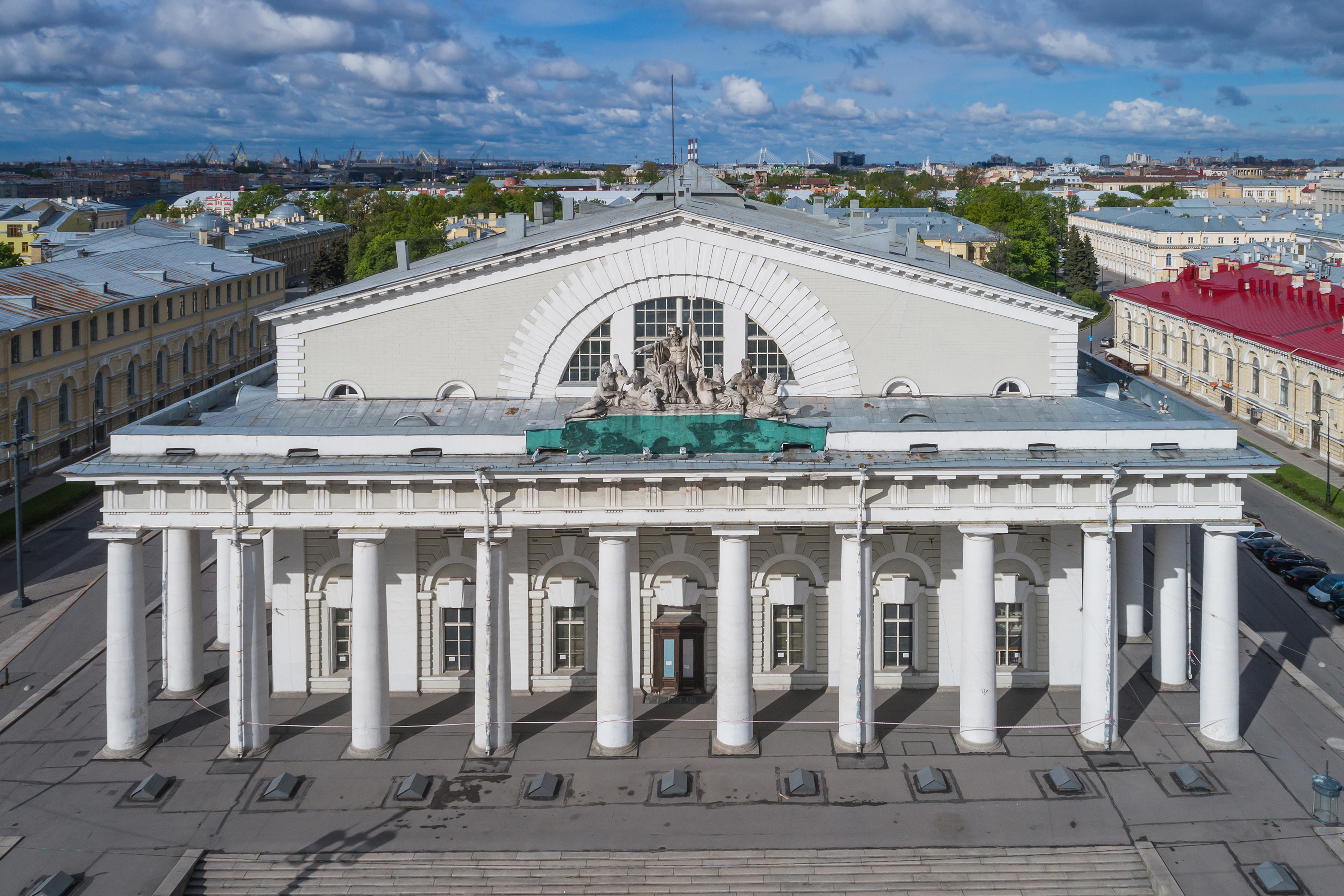
Le palais de la Bourse

Le palais de la Bourse, est l'ancienne bourse de Saint-Pétersbourg. Le bâtiment de style néo-classique a été construit sur l'île Vassilievski de 1805 à 1810 par l'architecte français Jean-François Thomas de Thomon.

## Affectations
Il a abrité le musée central de la Marine de Guerre de 1939 à 2010. Lorsque ce musée a emménagé dans la caserne navale Kryukov, la question de la possibilité pour le bâtiment historique de préserver sa fonction de musée s’est posée.
En décembre 2013, il a été décidé de faire du bâtiment de la Bourse une partie du musée de l’Ermitage. Le 18 avril 2014, ce monument architectural exceptionnel de Saint-Pétersbourg a été officiellement remis à l’Ermitage. Pour ce faire, une cérémonie spéciale a eu lieu, marquant le début du  projet de création du nouveau complexe muséal de l’Ermitage, le Musée de l’héraldique et des trophées.
L’idée de créer le Musée de l’héraldique dans le bâtiment de la Bourse se   justifie car l’Ermitage peut présenter l’histoire du blasonnement d’un point de vue historique et géographique global. Le musée présentera des héraldiques extrême-orientales, japonaises, chinoises, islamiques, turques, européennes et russes. L’exposition comprendra toutes sortes d’oeuvres pouvant illustrer l’histoire de l’héraldique : peintures, art graphique, porcelaine, argent, numismatique, livres, bannières, drapeaux et uniformes.
En outre, le bâtiment de la Bourse offre la possibilité d’accueillir des cérémonies officielles de la ville et de l’État. La salle principale de la Bourse peut être utilisée comme lieu de cérémonie officielle pour célébrer la Journée de la Garde nationale, la Journée du drapeau national, la Journée de la Russie, les cérémonies de remise des prix d’État et les cérémonies de prestation de serment.